# Razgor, Vojnik
Razgor je naselje v Občini Vojnik.

## Prebivalstvo
Etnična sestava 1991:
- Slovenci: 115 (96,6 %)
- Hrvati: 1
- Neznano: 3 (2,5 %)